# Горженский, Августин
Игнатий Августин Михаил Горженский (пол. Ignacy Augustyn Michał Gorzeński; 1743 — 5 июня 1816, Варшава) — польский генерал-лейтенант (1792), камергер и военный министр Станислава Августа Понятовского, сенатор-каштелян Варшавского герцогства, сенатор-воевода Царства Польского.

## Биография
Родился в 1743 году. Представитель рода Горженских герба Наленч. В 1764 году он подписал документ об избрании Станислава Августа Понятовского королём Польши от Калишского воеводства. Представитель Познанского и Калишского воеводств в составе Радомской конфедерации (1767).
В 1778 году купил чин капитана национальной кавалерии. Начиная с того же года, многократно избирался депутатом Сейма от Познанского воеводства. В 1785 году сформировал на свои средства уланский полк. В следующем году был избран членом Четырёхлетнего сейма.
В 1788 году купил лицензию на командование полком. Генерал-майор, затем генерал-лейтенант (1792), командир 1-го Королевского пехотного полка (1790—1793), камергер, кавалер ордена Белого орла — высшей награды Польши. Какое-то время, по некоторым данным, являлся военным министром Польши (сменил Комаржевского). Сторонник короля Станислава Августа, но в остальном неоднократно менял свои взгляды. Выступал в поддержку Конституции 3 мая, затем был членом Тарговицкой конфедерации, затем — участником восстания Костюшко, причём защищал перед Костюшко интересы короля. Также был направлен Костюшко в Литву для организации  там восстания. Когда поражение повстанцев сделалось очевидным, Горженский участвовал в переговорах с Суворовым об условиях капитуляции повстанческих войск, и в дальнейшем решительно добивался исполнения этих условий. При этом полководческими способностями Горженский не обладал и не играл значительной роли в повстанческой армии.
В дальнейшем выехал в прусскую часть Польши, причём король Пруссии подтвердил его генеральский чин. В своём имении Добжицы на территории прусской части Польши построил дворец (ныне музей). В наполеоновском Герцогстве Варшавском был воеводой поморским и сенатором-каштеляном, тогда как в российском Царстве Польском стал сенатором-воеводой, но уже в 1816 году скончался.
Был дважды женат но не имел детей. Наследником богатых поместий Горженского стал Казимир Турно, сын его сестры Кордулы Горженской.